# كاملات المناسل
كاملات المناسل (الاسم العلمي: Entelegynae) هي أصنوفة من العنكبوتيات تتبع رتيلاوات الشكل من رتيبة العناكب الحديثة. وهي الأكبر بين المجموعتين الرئيسيتين اللتين قسمت تقليديًا إليهن رتيلاوات الشكل. الإناث لديها صفيحة تناسلية (منسل علوي أو خارجي) ونظام الإخصاب بالجريان الداخلي؛ أما الذكور فلديهم بصيلات لامسية (العضو اللامسي) معقدة. دعمت دراسات النسالة الجزيئية أحادية النمط الخلوي في كاملات المناسل (بينما تبين أن المجموعة الفرعية التقليدية الأخرى فردانية المناسل ليست أحادية النمط).
تحتوي كاملات المناسل على كل من العناكب من ذوات المزود وعديمات المزود.

## التصنيف
- كاملات المناسل
  - ذوات النتوء القصبي الخلف جانبي
    - العنكبوتينات الذئبية
      - فصيلة العناكب المتجولة
        - جنس الأعكب